# 제22회 제주국제장애인인권영화제
제22회 제주국제장애인인권영화제는 2021년 12월 2일에 열린 시상식이다.

## 수상 및 후보

### 상영작
- Comican't - Rory Kelly
- 파이터 - 벅시 리버뱅크-스틸
- 도시락 - 오한울
- 스타트 - 한경우
- Dive in 비로소 우리 - 김도연
- 수선화 - 최경근
- 들꽃 - 박일
- 춤추는 혼잣말 - 이진희
- 바다같은 - 공다연
- 길위의 세상 - 박주환
- 수양아들 - 박일
- My way - 이태영
- For the love of dogs - tom o'donnell
- 우리가 꽃들이라면 - 김율희
- 반신불수가족 - 류연수
- 길가의 풀
- 그럼에도 불구하고 - 정민구
- 네가 내 이웃이었으면 좋겠어 - 박준형
- 나의 하루 - 류진주
- Jmaxx and the unoversal language - ryan mayers
- 조화 - 장보
- 자립생활 - Hitomi Kamanaka
- 수박이 뭐길래 - 이봉주
- 엘리베이터 - 고영완
- The Interviewer - Genevi eve clay